# آشپزی یهودی اشکنازی

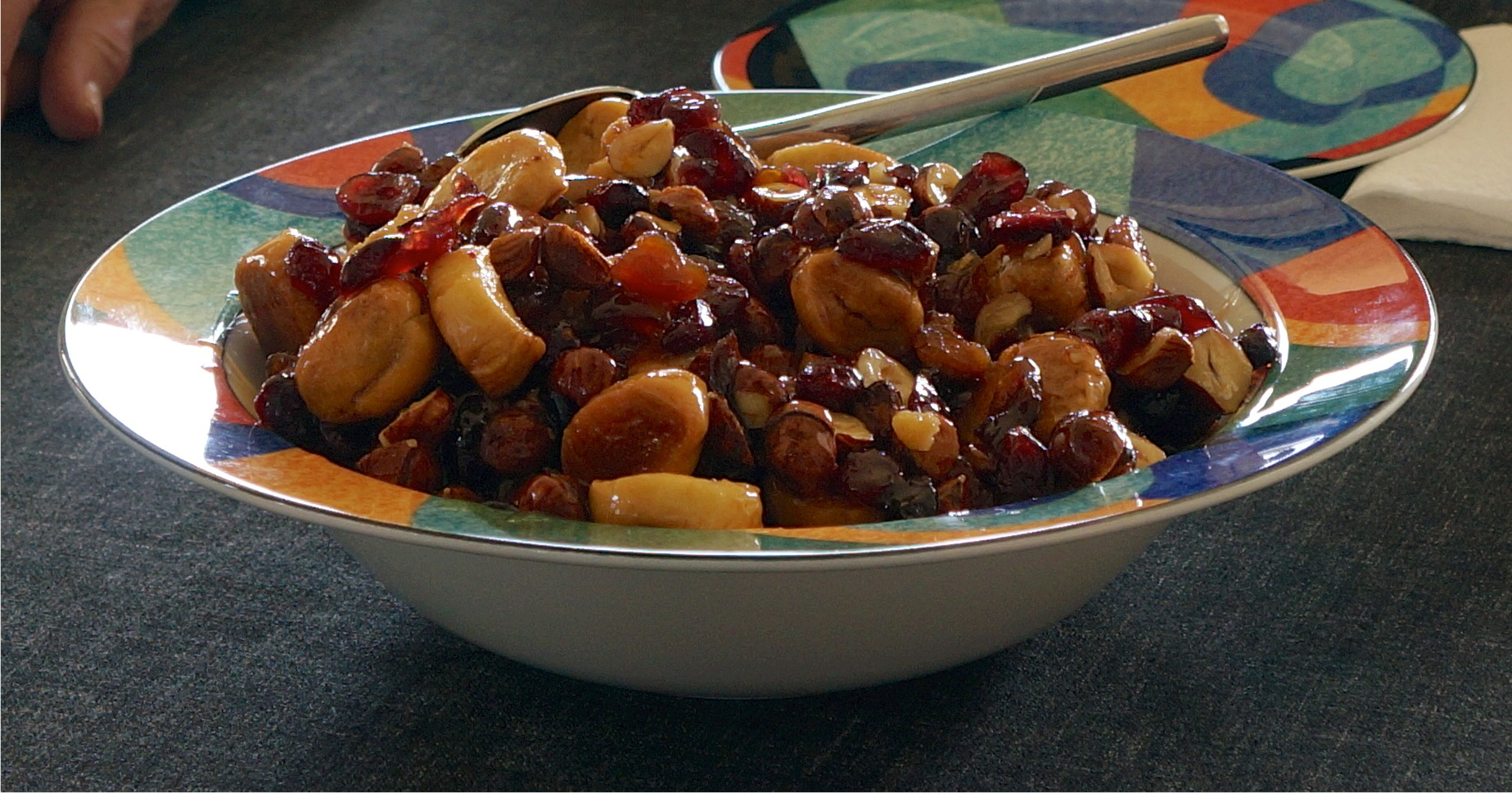
تیگلاخ، غذای سنتی اشکنازی در تعطیلات

آشپزی یهودی اشکنازی مجموعه‌ای از پخت و پز سنتی است که در میان یهودیان شرق، مرکز، غرب، شمال و جنوب اروپا و یهودیان دور از وطن که به‌طور عمده در آمریکای شمالی و سایر کشورهای غربی متمرکز شده‌اند، گسترش یافته بود.
یهودیان اشکنازی همین‌طور به یهودیان غربی معروف هستند. یهودیان جامعه اشکنازی غذاهایی می‌پزند که اغلب منحصر به جامعه خودشان است (و در میان همتایان یهودی غیر بومی به خاطر سابقه تعامل محدود بین دو گروه محبوب نیست)، در حالی که اغلب از مواد اصلی محلی (همچون چغندر، کلم و سیب زمینی) بهره می‌برند و از قانون کوشر پیروی می‌کنند.
به خاطر اینکه جامعه یهودی اشکنازی اروپایی در طول تاریخ مردمی فقیر بودند، آشپزی آنها به‌طور عمده مبتنی بر مواد اولیه غذایی ارزان قیمت استوار بود، اغلب از مجموعه مواد غذایی که به سهولت در اروپا در دسترس و ارزان قیمت بود و کمتر در دید بقیه خوشایند به نظر می‌رسید و به ندرت توسط جنتیل اهل محل استفاده می‌شد، همانند بریسکت، جگر خردشده و کنگر فرنگی، در بین دیگر مواد غذایی بهره می‌بردند.
به علت اینکه یهودیان اشکنازی به‌طور معمول از کشت و پرورش محصولات کشاورزی در کشورهای موطن خود دراروپا منع می‌شدند، این ممانعت در آشپزی آنها بازتابیده شده است و از سبزیجات در آشپزی یهودی اشکنازی در قیاس با جامعه همتایان خود مزراحی و سفاردی کمتر استفاده می‌شود. گوشت طبق آئین طی فرایند شحیطه آماده شده، و در آب غوطه ور گردیده و نمک زده می‌شود. غذاهای مبتنی بر گوشت یک ویژگی برجسته غذایی در شبات، جشنواره‌ها و غذاهای روز جشن هستند. گوشت پخته شده همانند بریسکت خواص زیادی دارند، همان‌طور که ریشهٔ سبزیجاتی همچون سیب زمینی، هویج و زردک که در غذاهایی همچون لاتکا، ماتزو بال و تسویمس مورد استفاده قرار می‌گیرند (یک غذای مبتنی بر سبزیجات پخته شده و میوه که ممکن است حاوی مقداری گوشت هم باشد). سبزیجاتی همچون دلمه کلم‌پیچ، که از مواد غذایی پر شده و پخته می‌شوند، در محوریت آشپزی قرار دارند.
به خاطر عدم دسترسی به روغن زیتون و چربی‌هایی که به‌طور سنتی در آشپزی یهودی مورد استفاده قرار می‌گیرد، چربی باقی مانده از پوست مرغ و غاز (گوریبنس) که شمالز نامیده می‌شود به‌طور سنتی در غذاهای (گوشتی) فلیشیگ استفاده می‌شوند، در صورتیکه کره به‌طور سنتی در غذاهای (لبنی) میلچیگ مورد استفاده قرار می‌گیرد.